# When I Become Me
When I Become Me è il primo album in studio della cantante finlandese Hanna Pakarinen, pubblicato nel 2004.

## Tracce
1. When I Become Me – 5:03
2. Run – 3:12
3. Fearless – 3:21
4. How Can I Miss You – 3:59
5. Ejected – 3:42
6. Love's Run Over Me – 4:44
7. Don't Hang Up – 3:51
8. Save My Life Tonight – 4:25
9. Sorry – 3:46
10. Heaven (cover di Bryan Adams) – 3:53
11. Superhero – 3:42
12. Love Is Like a Song (Bonus track) – 4:02